# Кашица
Кашица (алб. Kashicë) је насеље у општини Исток на Косову и Метохији.

## Демографија
Насеље има албанску етничку већину,
Број становника на пописима:
- попис становништва 1948. године: 287
- попис становништва 1953. године: 340
- попис становништва 1961. године: 445
- попис становништва 1971. године: 554
- попис становништва 1981. године: 771
- попис становништва 1991. године: 970